# Porcellana feldspatica
La porcellana feldspatica o dura è un tipo di prodotto ceramico, in questo caso una porcellana, che ha una particolare resistenza alla rottura: è resistente al calore, agli shock termici, alla scalfittura, ai graffi e agli urti.
Viene usata, oltre alla produzione di stoviglie, anche per costruire fusibili.

## Descrizione
È composta di una miscela in cui sono presenti feldspato (da cui il nome), caolino e quarzo; qualche volta viene aggiunta argilla. In base alla miscela si distingue per questo dalla porcellana fosfatica e dalla porcellana fritta.

## Tipologie
Sotto la definizione di porcellana feldspatica vengono ricomprese: 
- la porcellana classica;
- la vitreous-china;
- la porcellana sanitaria.